# Covers 80's
Cover 80's è il settimo album in studio del cantautore statunitense Duncan Sheik, pubblicato nel 2011. Si tratta di un album di cover.

## Tracce
1. Stripped - 3:39 (Depeche Mode)
2. Hold Me Now - 4:39 (Thompson Twins)
3. Love Vigilantes - 4:04 (New Order)
4. Kyoto Song - 3:53 (The Cure)
5. What Is Love - 3:58 (Howard Jones)
6. So Alive - 4:32 (Love and Rockets)
7. Shout - 4:44 (Tears for Fears)
8. Gentlemen Take Polaroids - 4:53 (Japan)
9. Life's What You Make It - 4:33 (Talk Talk)
10. William, It Was Really Nothing - 2:11 (The Smiths)
11. Stay - 5:41 (The Blue Nile)
12. The Ghost In You - 5:08 (The Psychedelic Furs)